# Sebastian Blecke
Sebastian Blecke (* 5. Mai 1975) ist ein früherer deutscher Crosslauf-Sommerbiathlet.
Sebastian Blecke startete für den Berliner Sommerbiathlon Verein 1991 und wurde von Hans-Ulrich Spengler und Dietmar Liedtke trainiert. Der Wirtschaftsingenieur lebt in Berlin. Er startete 2004 in Osrblie bei den Sommerbiathlon-Weltmeisterschaften und erreichte dort die Plätze 31 im Sprint, 26 in der Verfolgung und 24 im Massenstartrennen. Mit Wilhelm Rösch, Frank Röttgen und Steffen Jabin lief er im Staffelrennen auf den siebten Platz. National waren die Deutschen Meisterschaften im Sommerbiathlon 2003 am erfolgreichsten für Blecke. Bei den Wettkämpfen mit dem Luftgewehr gewann er sowohl den Titel im Sprint wie auch den Titel im Massenstartrennen. Mit dem Kleinkaliber-Gewehr wurde er zudem mit seinem Verein Vizemeister im Staffelrennen. 2005 wurde er nochmals Bronzemedaillengewinner mit dem Luftgewehr im Sprint- wie auch im Massenstartrennen.